# 드미트리 멘델레예프

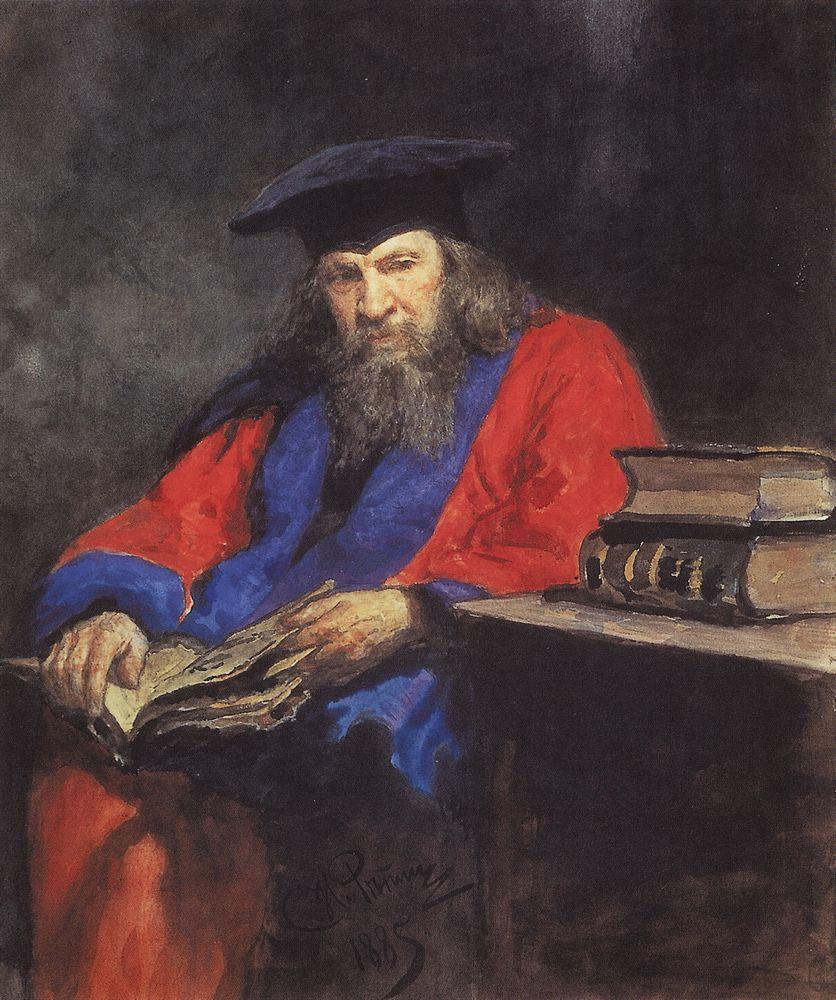
일리야 레핀이 그린 멘델레예프의 초상화

드미트리 이바노비치 멘델레예프(러시아어: Дмитрий Иванович Менделеев 듣기 (도움말·정보), 문자 개혁 이전: Дмитрій Ивановичъ Менделѣевъ, 영어: | D'mitri Ivanovich Mendeleev[*], 문화어: 드미뜨리 이바노비치 멘델레예브, 1834년 2월 8일 - 1907년 1월 20일)는 러시아의 화학자이다. 주기율표를 첫번째로 작성한 이 중 한 명으로 알려져 있다.

## 생애

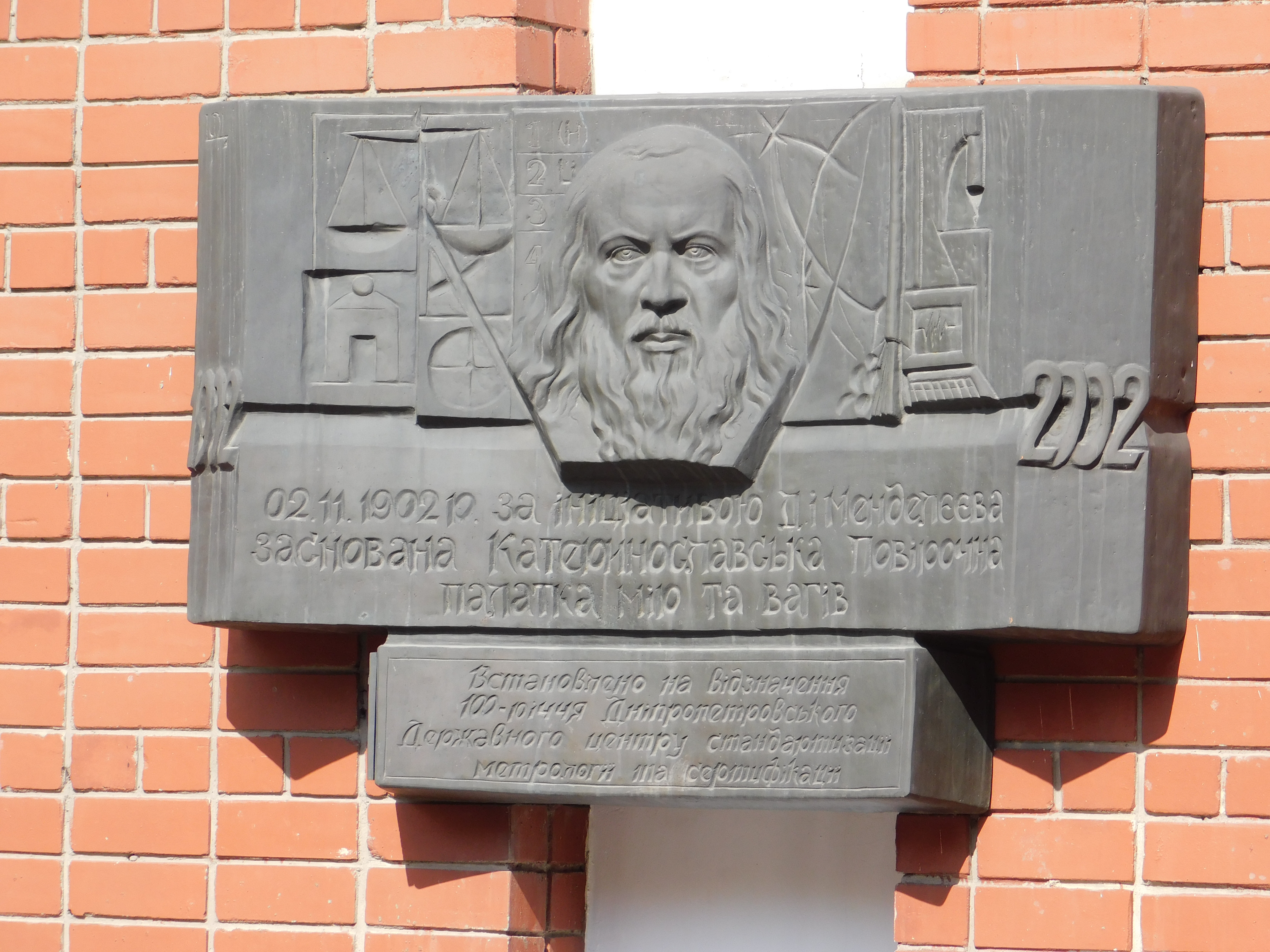

멘델레예프는 시베리아 서쪽에 있는 토볼스크현 Verkhnie Aremzyani에서 11, 13, 혹은 17명의 자녀 중 막내로 태어났다(그 수는 출처마다 다르며, 정확한 수는 아무도 알지 못하는 것으로 보인다). 드미트리가 태어난 해에 선생님이었던 그의 아버지 이반 파블로비치 멘델레예프(Ivan Pavlovich Mendeleev)가 시력을 상실하여, 어머니 마리아 드미트리브나(Maria Dmitrievna Mendeleeva)가 가족의 생계를 책임지게 된다. 마리아는 가족의 유리공장을 다시 세워 살림을 꾸려나간다. 1847년 아버지가 사망하고 유리공장이 화재로 파괴되는 등 일련의 시련을 겪는다.
멘델레예프가 15세이던 1849년, 어머니 마리아는 멘델레예프에게 고등교육을 시키겠다는 목표를 가지고 남은 두 자녀(멘델레예프와 리자)를 데리고 시베리아에서 모스크바로 건너가 정착했다. 멘델레예프는 모스크바에 있는 대학에 지원했으나 받아들여지지 않았고, 곧 그의 어머니는 그를 데리고 상트페테르부르크로 향한다. 상트페테르부르크에서도 상황은 별반 다르지 않았다. 그러나 죽은 남편 친구의 도움을 받아 Main Pedagogical Institute에 들어가게 된다. 드미트리가 이 기관에 들어간지 10주가 안되어 어머니가 사망하고, 2년 후 드미트리는 결핵 진단과 함께 단지 수개월 정도 밖에 살 수 없을 거라는 말을 듣게 되었다.
1869년 3월 6일, 러시아화학회에서 그는 주기율표에 관한 자신의 논문을 처음으로 공식 발표했다. 드미트리는 원소를 일정한 규칙에 따라 나열하여 발견되지 않은 원소의 성질까지도 예측할 수 있다고 주장하였으며, 실제로 멘델레예프가 예측한 원소들의 성질과 실제 원소의 성질이 맞아떨어진 사례가  존재한다. 로타르 마이어도 비슷한 시기 유사한 주기율표를 생각해 내었으나 발견되지 않은 원소의 성질을 예측할 생각은 하지 못했다.
주기율표 101번째 원소는 멘델레예프의 이름을 따 멘델레븀이라 불린다.
멘델레예프는 1906년 노벨 화학상 수상 후보에 올랐지만, 상은 프랑스의 무아상이 수상했고 멘델레예프는 끝내 노벨상을 수상하지 못한 채 1907년 생을 마감했다. 왜냐하면 노벨상을 수상하려던 해에 사망했기 때문이다.

## 같이 보기
- 멘델레예프가 예측한 원소들